# Minartice (přírodní památka)
Přírodní památka Minartice je chráněné území nalézající se nedaleko vsi Minartice u Vojkova v okrese Benešov. Chráněné území je v péči Krajského úřadu Středočeského kraje.

## Předmět ochrany
Předmětem ochrany je rybník zvaný Jezero s výskytem ohrožené kuňky obecné (Bombina bombina), též nazývané kuňka ohnivá. Chráněné území leží v katastrálních územích Bezmíř a Minartice jižně od železniční zastávky Minartice na trati Olbramovice–Sedlčany.